# Martin Hammar
Adolf Martin Hammar, född den 25 februari 1896 i Ängelholm, död den 4 augusti 1984, var en svensk jurist och genealog. Han var son till Hans Birger Hammar den yngre och gift med Clara Louise (Lilly) Dahlerus.
Hammar avlade juris kandidatexamen i Lund 1921 och genomförde tingstjänstgöring 1921–1923. Han var notarie vid Göteborgs rådhusrätt 1923, polisnotarie 1930 och assessor 1931. Han var rådman 1942–1963 och ordförande å avdelning 1944–1963. Hammar var ordförande i taxeringsnämnd 1936–1960, vice ordförande för Vasa högre allmänna läroverk 1937–1958, ordförande i övervakningsnämnd 1946–1958, ordförande i Göteborgs Tyska församlings och Kristine församlings gemensamma nämnd från 1947, i anställningsnämnden för Härlanda församling 1950–1961, vice ordförande i styrelsen för Göteborgs rättshjälpsanstalt från 1948, styrelseledamot Genealogiska Föreningen 1945–1959, ordförande i dess avdelning för västra Sverige 1946–1956, hedersledamot 1956. Hammar var kommendör av Nordstjärneorden. Han skrev de genealogiska verken Släkten Hammar (1932) och Släkten Dahlerus (1944).